# Бур-ан-Бресс Перонна
ФК «Бур-ан-Бресс Перонна» (фр. Football Bourg-en-Bresse Péronnas 01) — французький футбольний клуб з міста Бург-ан-Бресс, заснований у 1942 році як «Бур Перонна». Виступає в Насьйоналі (3-й рівень). Домашні матчі приймає на стадіоні «Стад Марсель-Вершер», потужністю 11 400 глядачів.